# Trilaminopora
Trilaminopora is een monotypisch mosdiertjesgeslacht uit de familie van de Arachnopusiidae en de orde Cheilostomatida. De wetenschappelijke naam ervan is in 1970 voor het eerst geldig gepubliceerd door Moyano.

## Soort
- Trilaminopora trinervis (Waters, 1904)